# Lumière noire (film)
Pour les articles homonymes, voir Lumière noire (homonymie).
Pour plus de détails, voir Fiche technique et Distribution.
Lumière noire est un film français réalisé par Med Hondo, sorti en 1994.

## Synopsis
À la suite d'une bavure policière commise à l'aéroport Roissy-Charles de Gaulle, Yves Guyot, l'ami de la victime, ingénieur à Air France, se met en quête de la vérité. Mais sa démarche gène, risquant de ternir l'image de la police au moment où une vague d'attentats terroristes ébranle Paris. Pour que justice soit rendue, Yves doit recueillir coûte que coûte le témoignage du seul témoin oculaire de l'homicide. Or il s'agit d'un jeune Malien, parqué dans un hôtel avec une centaine de ses congénères en vue de leur expulsion vers le Mali...

## Fiche technique
- Titre : Lumière noire
- Réalisation : Med Hondo
- Assistant réalisateur et réalisateur deuxième équipe : Jean-François Villemer
- Scénario : Med Hondo et Didier Daeninckx, d'après son roman[1]
- Directeur de la photographie : Ricardo Aronovich
- Cadreur : : Philippe Vene
- Musique : Manu Dibango, Touré Kunda
- Décors : Patrick Durand et Laure Clerc-Villemer
- Son : Pascal Armant et Philippe Lecocq
- Montage : Christiane Lack
- Producteur : Med Hondo
- Administratrice de production : Sandrine Molto
- Société de production et de distribution : M.H. Films
- Pays d'origine :  France
- Lieux de tournage : Aéroport de Paris-Charles-de-Gaulle, Mali
- Durée : 104 minutes
- Date de sortie : 
  -  France : 30 novembre 1994

## Distribution
- Patrick Poivey : Yves Guyot
- Inês de Medeiros : Ghislaine Guyot
- Roland Bertin[2] : le juge Berthier
- Pascal Légitimus : La Bricole, le réparateur de radios
- Jacques Frantz : le commissaire divisionnaire Darqué
- Gérard Hernandez : le concierge de l'hôtel, à Roissy
- Gilles Ségal : l'inspecteur Cadin, Crouïa Bay et l'assassin
- Serge Sauvion : Dalbois, l'ancien des Renseignements généraux
- Charlie Bauer[3] : le commissaire Londrin
- Raoul Delfosse : l'amateur de papillons, au fort accent
- Jean Edmond
- Michel Mella
- Michel Papineschi
- Pascal Renwick : le collègue d'Yves, qui lui trouve un billet d'avion
- Michel Vigné : Eddie Duval
- Doudou Babet
- Michel Barbey
- Patrick Borg
- Dominique Collignon-Maurin : le voisin poète des Guyot
- James Diarra
- Marc de Georgi : Michel Coubron, alias Mathieu
- Umbañ de Kset
- Marc François : Francis Trops, le journaliste de Libération
- Siaka Kané
- Fanta Koïta
- Hassan Kouyaté
- Théo Légitimus
- Harouna Niangane
- Patrick Olivier
- Patrick Ronchin
- Amadou Sankaré
- Mamadou Sidibé
- Bernard Soufflet
- Mostéfa Stiti
- Lassana Tangara
- Arlette Thomas : la buraliste
- Jean-Baptiste Tiémélé
- Jean-Luc Torre

- Bépé : le mime Pierrot
- Sabine Lods : la cartomancienne et Mme Londrin

et les mannequins Les Voisins de Claude Merle